# Nabeul
Nabeul er en by i det nordøstlige Tunesien, med et indbyggertal (pr. 2004) på cirka 56.000. Byen er hovedstad i et governorat af samme navn, og ligger på landets kyst til Middelhavet.
36°27′N 10°44′Ø / 36.450°N 10.733°Ø
- Wikimedia Commons har flere filer relateret til Nabeul